# روبرتو ألفارادو
روبرتو ألفارادو (بالإسبانية: Roberto Alvarado) (7 سبتمبر 1998 بإيرابواتو في المكسيك - ) هو لاعب كرة قدم مكسيكي في مركز الوسط. لعب مع نادي سيلايا.

## وصلات خارجية
- روبرتو ألفارادو على موقع إي إس بي إن إف سي (الإنجليزية)
- روبرتو ألفارادو على موقع قاعدة بيانات كرة القدم.إي يو (الإنجليزية)
- روبرتو ألفارادو على موقع ناشيونال فوتبول تيمز (الإنجليزية)
- روبرتو ألفارادو على موقع Soccerbase.com (لاعب) (الإنجليزية)
- روبرتو ألفارادو على موقع Soccerway.com (الإنجليزية)
- روبرتو ألفارادو على موقع عالم كرة القدم.نت (الإنجليزية)
- روبرتو ألفارادو على موقع أوليمبيديا (الإنجليزية)